# Thú nuôi độc lạ

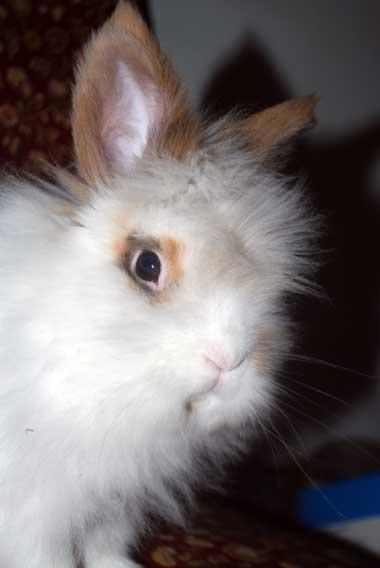
Thỏ sư tử, thú nuôi độc lạ được ưa chuộng

Thú nuôi độc lạ (tiếng Anh: Exotic pet, trong tiếng Pháp còn gọi là nouveaux animaux de compagnie, viết tắt là NAC) là những loài động vật đang được nuôi nhốt trong các hộ gia đình mà thông thường được coi là một loài hoang dã và không được nuôi giữ như những con vật cưng truyền thống. Ngươi chơi thú nuôi độc lạ này thường thể hiện rõ sở thích, của mình. Một số loài thú nuôi độc lạ như rết khổng lồ, rắn sữa, nhện sát thủ, rồng đất và nhiều trong số những con vật cưng này có giá trị rất lớn.
Một số thú nuôi độc lạ được ưa chuộng là những loài bò sát và lưỡng cư từ các khu rừng rậm thuộc nhiều châu lục khác nhau trên thế giới, từ châu Phi đến Nam Mỹ. Ngoài ra, côn trùng hay động vật lạ cũng nằm trong danh sách vật nuôi được ưa chuộng. Trong số chúng có những động vật bị bạch tạng và giá của các con thú bạch tạng rất đắt vì các loài vật bị bạch tạng thường có tuổi thọ thấp hơn rất nhiều so với những loài thú nuôi thông thường.

## Một số loài

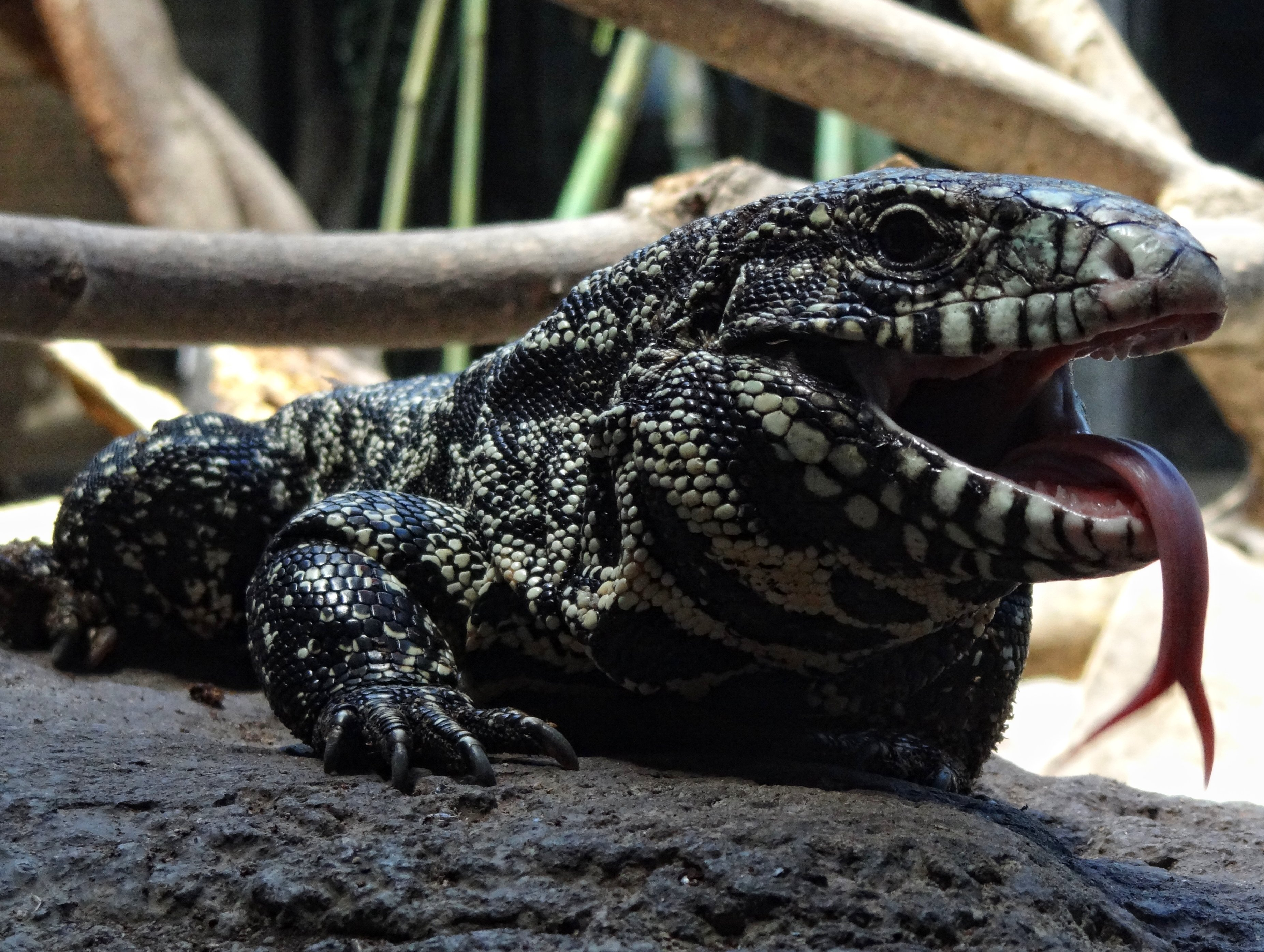
Thằn lằn Tegu hay còn gọi là quái vật béo bệu, một thú nuôi độc lạ

- Thằn lằn Tegu hay còn gọi là quái vật béo bệu là một loài bò sát lớn có nguồn gốc Nam Mỹ. Những con thằn lằn này có thể dài đến 1,5m, kích thước to lớn của tegu sẽ khiến việc chăm sóc vất vả, tốn kém hơn nhiều so với các loài động vật nhỏ, và cũng đòi hỏi một khoảng không gian rộng lớn hơn để nuôi chúng[6].
- Rồng Úc là loài động vật quen môi trường sống sa mạc nắng nóng. Có nguồn gốc tự nhiên, nên sức đề kháng của rồng tốt, ít ốm đau[4].
- Rồng đất, khác với các loại rồng đất nuôi để lấy thịt, giá phụ thuộc vào cân nặng, kích thước, rồng đất cảnh được đánh giá cao nhờ hình dáng, màu sắc.
- Rắn phong thủy gồm 3 dòng rắn được bán làm cảnh nhiều nhất đó là rắn ngô (corn snake), rắn sữa (milk snaske) và rắn vua (king snake)[7]
- Ếch Pacman với thân hình tròn ngộ nghĩnh, miệng rộng và màu sắc khá rực rỡ. Chúng được đánh giá là một con vật khá dễ nuôi. Chúng là loài rất phàm ăn. Đồ ăn ưa thích của chúng là cá, côn trùng và cả chuột con.
- Giông Axolotl còn gọi với cái tên "khủng long 6 sừng"
- Nhện độc Nam Mỹ Tarantulas với đường kính trung bình tầm 10 cm, nhện này sống ở vùng khí hậu nhiệt đới, có tuổi thọ của loài nhện này tùy thuộc vào giới tính của chúng, ở nhện đực là 3-5 năm còn ở nhện cái là 8-15 năm.
- Rết khổng lồ, Mỗi con rết dài từ 15–20 cm, được nuôi trong tủ kính lớn hoặc trong các chai, lọ thủy tinh để hở nắp. Nuôi loài này khá dễ, chỉ cần đảm bảo đủ không khí, nước và ít mồi, là rết có thể sống được trong chai đến hai tháng.
- Khỉ Marmoset là loài khỉ nhỏ, sinh sống hầu hết ở khu vực Nam Mỹ. Chúng là những giống loài thuộc bộ linh trưởng.
- Nhím kiểng (tên tiếng Anh là Hedgehog) có xuất xứ châu Á, châu Âu, châu Phi, New Zealand. Chúng hoạt động chủ yếu vào lúc đêm khuya. Thức ăn của nhím kiểng rất đơn giản, có thể là những loại côn trùng như châu chấu, kiến, mối hoặc thức ăn đóng hộp dành cho mèo. Chúng có tuổi thọ trung bình 4 năm tuổi. Chu kì sống cao nhất kỉ lục đến 9 năm tuổi. Tuổi thọ đa số đạt 4-6 năm tuổi.
- Sóc bay với kích thước nhỏ, hình dáng giống sóc, nhưng lại có khả năng bay lượn, có nguồn gốc từ Úc, chúng biết bay có thể dễ dàng di chuyển từ cây này qua cây khác.
- Thỏ sư tử (Lionhead rabbit) có xuất xứ ở các nước Hà Lan, Mỹ, Bỉ, màu sắc phong phú, đa dạng. Khác với dáng vẻ các loại thỏ thông thường, thỏ sư tử có khuôn mặt dữ tợn, lông xù và có cả bờm sư tử. Mỗi khi chúng dựng lông trông y hệt một chú sư tử con.
- Vịt uyên ương, Uyên ương trống (còn gọi là uyên) có bộ lông sặc sỡ, nó có mỏ đỏ, vệt lông hình lưỡi liềm lớn màu trắng phía trên mắt và mặt đỏ cùng.[8]